# 게오르기 도브로볼스키

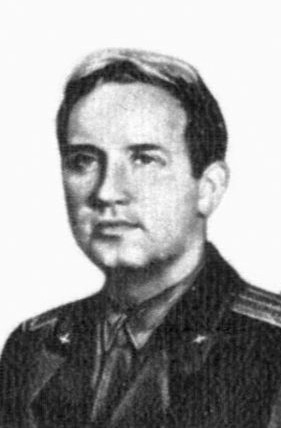

게오르기 티모페예비치 도브로볼스키(러시아어: Гео́ргий Тимофе́евич Доброво́льский, 1928년 6월 1일 ~ 1971년 6월 30일)는 소련의 공군 장교이자, 우주 비행사이다. 계급은 중좌이다.
그는 소유스 11호로 우주에 갔으며, 블라디슬라프 볼코프와 빅토르 파차예프와 함께 유인 우주 비행 중 사망하였다. 우주선의 대기권 재돌입은 정상적으로 이루어졌지만, 지상작업원이 캡슐을 열 때 3명은 이미 사망했다. 조사 결과 궤도를 떠나기 직전에 밸브가 열려 캡슐 내의 공기가 우주로 빠져나가, 3명 모두 질식사했던 것으로 밝혀졌다.
도브로볼스키의 유골은 모스크바 붉은 광장 크렘린 성벽에 봉안되었다. 소행성 1789 도브로볼스키는 그의 이름에서 유래한 것이다.